# Gouvernement as-Sadis min Uktubar
As-Sadis min Uktubar (arabisch محافظة السادس من أكتوبر Muhāfazat as-Sādis min Uktūbar, DMG Muḥāfaẓat as-Sādis min Uktūbar, ägyptisch-arabisch: es-Sādis min Oktōbar) war ein Gouvernement in Ägypten und lag im Westen des Gouvernements al-Dschiza in der Westlichen Wüste. Das Gouvernement bestand seit dem 18. April 2008 auf Grundlage des Präsidentenerlasses 114/2008.
Zum Gouvernement gehörten die Stadt des 6. Oktober (in Erinnerung an den Jom-Kippur-Krieg), die Senke Bahariyya und das Wadi an-Natrun.
Im Rahmen der Ernennung von zahlreichen neuen Gouverneuren wurde das Gouvernement am 14. April 2011 durch den ägyptischen Premierminister Essam Scharaf wieder aufgehoben und das Gebiet dem Gouvernement al-Dschiza zugeschlagen.